# Eva Hubback
Eva Hubback, född 1886, död 1949, var en brittisk feminist. Hon var engagerad i rösträttsrörelsen och känd för sitt engagemang för preventivmedel och eugenik. 